# Póvoa de Atalaia
Póvoa da Atalaia is een plaats (freguesia) in de Portugese gemeente Fundão en telt 791 inwoners (2001).